# ドーバー海峡殺人事件
『ドーバー海峡殺人事件』（ドーバーかいきょうさつじんじけん、原題：Ordeal by Innocence）は、1984年制作のミステリ映画。
アガサ・クリスティ原作の長編推理小説「無実はさいなむ」（Ordeal by Innocence、1957年発表）の映画化。

## あらすじ
南極探検から戻って来た科学者のアーサー・カルガリーは、サニー・ポイント岬にあるアーガイル家にやってきた。この家の次男坊であるジャッコから預かった住所録を返すためだ。
しかし、ジャッコは母レイチェル殺害の犯人として逮捕され、無実を主張したものの、それを証明する人物が現れず、死刑を宣告されて処刑されていた。
ジャッコの無実を信じるカルガリーは独自に調査を開始。その結果、レイチェルが家では独裁者的な性格だったこと、子供たちが皆養子であることや、秘書、家政婦も含めた家族全員に殺人動機があることが判明する。
そんな中、次女ティナと、長女メアリーの夫フィリップが何者かに殺される…。

## キャスト
| 役名                           | 俳優                     | 日本語吹替                                   |
| 役名                           | 俳優                     | TBS版                                        |
| ------------------------------ | ------------------------ | -------------------------------------------- |
| アーサー・カルガリー           | ドナルド・サザーランド   | 城達也                                       |
| レイチェル・アーガイル         | フェイ・ダナウェイ       | 小沢寿美恵                                   |
| レオ・アーガイル               | クリストファー・プラマー | 家弓家正                                     |
| メアリー・デュラント           | サラ・マイルズ           | 比島愛子                                     |
| カースティン・リンドストローム | アネット・クロスビー     | 谷育子                                       |
| グウェンダ・ヴォーン           | ダイアナ・クイック       | 北島マヤ                                     |
| ヒュイッシュ警視               | マイケル・エルフィック   | 渡部猛                                       |
| フィリップ・デュラント         | イアン・マクシェーン     | 筈見純                                       |
| ミッキー・アーガイル           | ミカエル・マロニー       | 原康義                                       |
| ティナ・アーガイル             | フィービー・ニコルズ     | 岡本麻弥                                     |
| モーリン・クレッグ             | キャシー・スチュアート   | 高島雅羅                                     |
| 不明 その他                    |                          | 渕崎ゆり子 仲木隆司 広瀬正志 加藤正之 稲葉実 |
|                                |                          |                                              |
| 演出                           | 演出                     | 福永莞爾                                     |
| 翻訳                           | 翻訳                     | 平田勝茂                                     |
| 効果                           |                          |                                              |
| 調整                           |                          |                                              |
| 制作                           | 制作                     | ザック・プロモーション                       |
| 解説                           |                          |                                              |
| 初回放送                       | 初回放送                 | 1988年6月7日 『ザ・ロードショー』            |